# The Chicks
The Chicks (nghệ danh cũ là Dixie Chicks) là một ban nhạc đồng quê Mỹ và chơi rất nhiều thể loại nhạc như pop và alternative country. Các thành viên sáng lập ban nhạc bao gồm chị em Martie Maguire Erwin và Emily Robison Erwin và ca sĩ hát chính Natalie Maines. Ban nhạc được thành lập vào năm 1989 ở Dallas, Texas. Ban đầu nhóm chỉ có bốn thành viên nữ biểu diễn bluegrass và nhạc đồng quê, hát rong và đi lưu diễn ở các lễ hội bluegrass trong những địa điểm nhỏ suốt sáu năm mà không được thu hút được bất kì hãng đĩa lớn nào. Sau sự ra đi của một số thành viên, việc thay đổi giọng ca chính của nhóm và tạo nên phong cách biểu diễn mới, Dixie Chicks đã sớm đạt được thành công thương mại lớn, bắt đầu vào năm 1988 với các bài hit "There's Your Trouble" and "Wide Open Spaces".
10 tháng 3 năm 2003 trong một buổi trình diễn ở London, 9 ngày trước khi cuộc chiến tranh Iraq nổ ra vào ngày 19 tháng 3 năm 2003, giọng ca chính Maines đã phát biểu trước khán giả: "Chúng tôi không hề muốn cuộc chiến tranh này hay hành động bạo lực nào xảy ra cả. Chúng tôi cảm thấy xấu hổ thay cho tổng thống Hoa Kỳ (George W. Bush), với phương diện là những người dân Texas". Có rất nhiều những phản ứng tích cực của dư luận với phát biểu của Maines, nhưng bên cạnh đó cũng không ít những chỉ trích sau đó ở Mỹ, khi nhiều người lên án ban nhạc về phát ngôn quá bảo thủ của nhóm. Trong khi đó các album của họ cũng bị tẩy chay bởi các cuộc biểu tình công cộng.
Tính đến năm 2014, Dixie Chicks đã đoạt 13 Giải Grammy, trong đó năm thành công nhất là năm 2007. Năm đó ban nhạc thắng 5 giải trong đó có hai hạng mục quan trọng là "Album của năm" cho album Taking the Long Way và ca khúc nổi tiếng từ album trên "Not Ready to Make Nice" đã thắng giải "Bài hát của năm". Đến tháng 12 năm 2014 với 30.5 triệu album đã bán được chứng nhận, và nếu tính chỉ riêng 27,4 triệu album tại thị trường Hoa Kỳ, Dixie Chicks đã trở thành ban nhạc đồng quê nữ có doanh số bán chạy nhất tại Mỹ theo tạp chí Nielsen SoundScan (1991-nay).

## Thành viên

### Dòng thời gian
| Thành viên | Thành viên                  | 1989 | 1990 | 1991 | 1992 | 1993 | 1994 | 1995 | 1996 | 1997 | 1998 | 1999 | 2000 | 2001 | 2002 | 2003 | 2004 | 2005 | 2006–nay (hiatus) |
| ---------- | --------------------------- | ---- | ---- | ---- | ---- | ---- | ---- | ---- | ---- | ---- | ---- | ---- | ---- | ---- | ---- | ---- | ---- | ---- | ----------------- |
|            | Laura Lynch (1989–1995)     |      |      |      |      |      |      |      |      |      |      |      |      |      |      |      |      |      |                   |
|            | Robin Lynn Macy (1989–1992) |      |      |      |      |      |      |      |      |      |      |      |      |      |      |      |      |      |                   |
|            | Martie Maguire (1989–nay)   |      |      |      |      |      |      |      |      |      |      |      |      |      |      |      |      |      |                   |
|            | Emily Robison (1989–nay)    |      |      |      |      |      |      |      |      |      |      |      |      |      |      |      |      |      |                   |
|            | Natalie Maines (1995–nay)   |      |      |      |      |      |      |      |      |      |      |      |      |      |      |      |      |      |                   |

Thành viên hiện tại
- Natalie Maines – hát chính, guitar, Omnichord
- Emily Robison – hát phụ, banjo, dobro, guitar
- Martie Maguire – hát phụ, fiddle, mandolin

Thành viên cũ
- Laura Lynch – hát chính, hát phụ, bass
- Robin Lynn Macy – hát chính, hát phụ, guitar

## Danh sách đĩa nhạc của Dixie Chicks
| Album phòng thu - Thank Heavens for Dale Evans (1990) - Little Ol' Cowgirl (1992) - Shouldn't a Told You That (1993) - Wide Open Spaces (1998) - Fly (1999) - Home (2002) - Taking the Long Way (2006) | Album phòng thu/ biên tập - Top of the World Tour: Live (2003) - Playlist: The Very Best of Dixie Chicks (2010) - Essential Dixie Chicks (2010) |

## Lưu diễn
Hoạt động chính
- 2000: Fly Tour
- 2003: Top of the World Tour
- 2006: Accidents & Accusations Tour
- 2013: Long Time Gone Tour
- 2016: Yet untitled European Tour

Hoạt động hợp tác
- 1998: Clay Walker

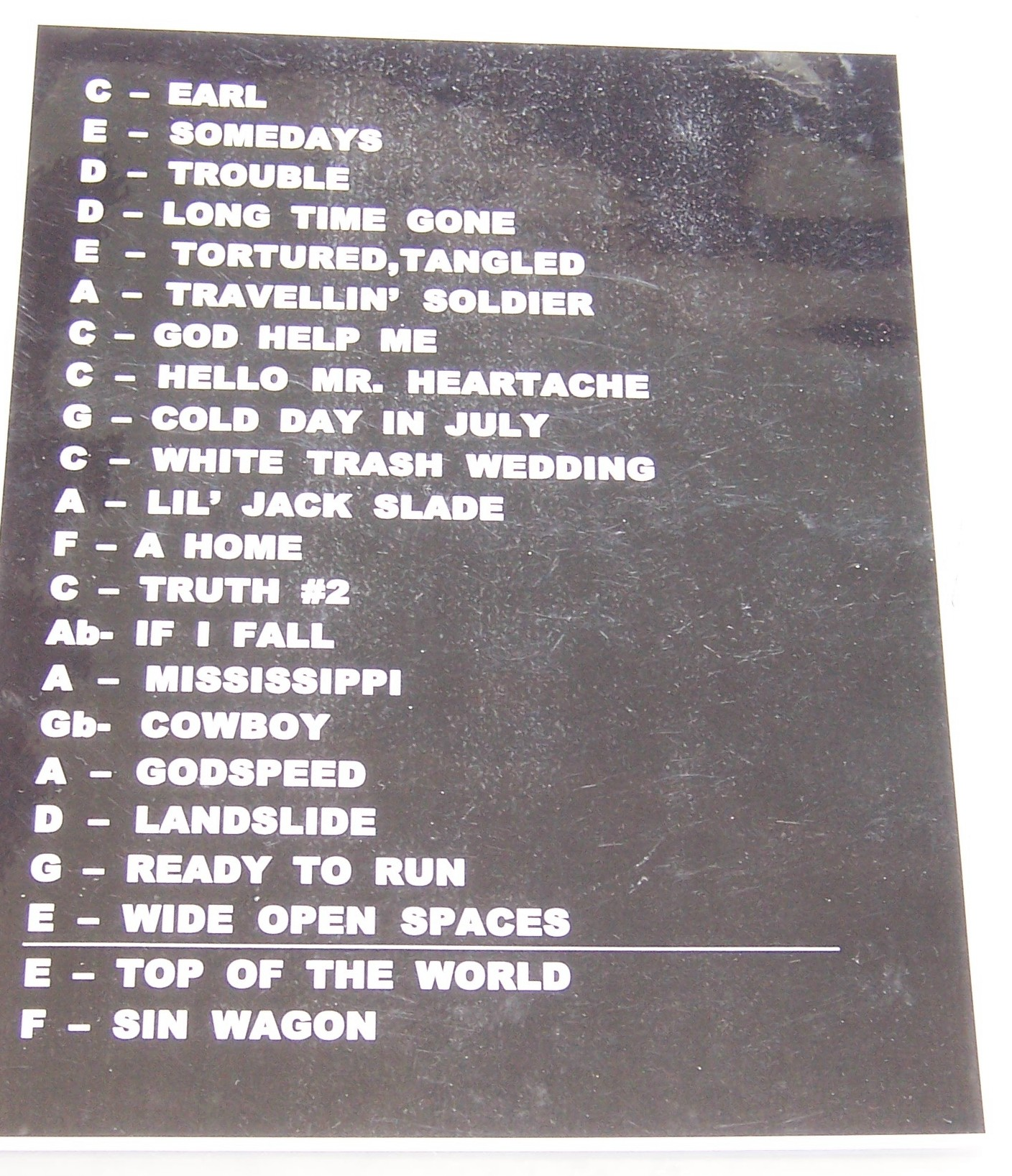
Danh sách các ca khúc biểu diễn trong chuyến lưu diễn của Dixie Chicks Top of the World Tour: Madison Square Garden, 20 tháng 6 năm 2003.

- 1999: George Strait Country Music Festival
- 1999: Tim McGraw
- 2006: The Eagles (Twickenham – ngày 17 tháng 6 năm 2006)
- 2007: The Eagles (Grand Opening of The Nokia Theatre L.A. Live)
- 2010: Eagles 2010 Summer Tour